# Horts de Llau Falsa
Els Horts de Llau Falsa és una partida rural, sovint anomenada simplement Llau Falsa, del terme municipal de Conca de Dalt, a l'antic terme d'Hortoneda de la Conca, al Pallars Jussà, en territori de l'antic poble del Mas de Vilanova, o Vilanoveta.
Està situada al nord-est del Mas de Vilanova, al sud-oest de les Greixes, a llevant dels Campassos, a migdia de lo Solà i al sud-est de lo Civadal.
Consta de 55,9064 hectàrees de pastures, conreus de secà, ametllers, zones de matolls i terres improductives.